# Haplopteris sikkimensis
Haplopteris sikkimensis là một loài dương xỉ trong họ Pteridaceae. Loài này được Kuhn E.H. Crane mô tả khoa học đầu tiên năm 1997.